# Copa de baloncesto de Alemania 2021
La 54ª edición de la Copa de baloncesto de Alemania (en alemán Deutscher Pokalsieger y conocida popularmente como BBL-Pokal) celebró la final en Munich el 16 de mayo de 2021. El campeón fue el Bayern de Múnich, que lograba así su tercer trofeo.

## Clasificación
Se clasificaron para disputar la copa los 16 primeros clasificados de la Basketball Bundesliga 2019-20.
| Pos. | Equipo                        | PJ | G  | P  | GF   | GC   | DG   | Pts | Clasificación |
| ---- | ----------------------------- | -- | -- | -- | ---- | ---- | ---- | --- | ------------- |
| 1    | Bayern Munich                 | 21 | 19 | 2  | 1788 | 1555 | +233 | 38  | Clasificados  |
| 2    | MHP Riesen Ludwigsburg        | 21 | 17 | 4  | 1816 | 1655 | +161 | 34  | Clasificados  |
| 3    | Crailsheim Merlins            | 21 | 15 | 6  | 1890 | 1772 | +118 | 30  | Clasificados  |
| 4    | Alba Berlin                   | 19 | 14 | 5  | 1774 | 1551 | +223 | 28  | Clasificados  |
| 5    | EWE Baskets Oldenburg         | 20 | 13 | 7  | 1687 | 1663 | +24  | 26  | Clasificados  |
| 6    | Rasta Vechta                  | 21 | 12 | 9  | 1695 | 1718 | −23  | 24  | Clasificados  |
| 7    | Brose Bamberg                 | 21 | 12 | 9  | 1734 | 1648 | +86  | 24  | Clasificados  |
| 8    | s.Oliver Würzburg             | 21 | 11 | 10 | 1755 | 1785 | −30  | 22  | Clasificados  |
| 9    | BG Göttingen                  | 21 | 11 | 10 | 1727 | 1788 | −61  | 22  | Clasificados  |
| 10   | ratiopharm Ulm                | 20 | 10 | 10 | 1748 | 1709 | +39  | 20  | Clasificados  |
| 11   | Basketball Löwen Braunschweig | 20 | 9  | 11 | 1791 | 1831 | −40  | 18  | Clasificados  |
| 12   | Medi Bayreuth                 | 21 | 9  | 12 | 1811 | 1811 | 0    | 18  | Clasificados  |
| 13   | Gießen 46ers                  | 20 | 6  | 14 | 1694 | 1785 | −91  | 12  | Clasificados  |
| 14   | Skyliners Frankfurt           | 21 | 6  | 15 | 1579 | 1692 | −113 | 12  | Clasificados  |
| 15   | Telekom Baskets Bonn          | 20 | 4  | 16 | 1687 | 1824 | −137 | 8   | Clasificados  |
| 16   | Mitteldeutscher BC            | 20 | 3  | 17 | 1791 | 1949 | −158 | 6   | Clasificados  |
| 17   | Hamburg Towers                | 20 | 3  | 17 | 1624 | 1855 | −231 | 6   |               |

 Fuente: Beko BBL
Criterios de clasificación: 1) Puntos; 2) Enfrentamiento directo; 3) Puntos de diferencia; 4) Puntos anotados.

## Formato
El formato se cambió para esta temporada debido a la pandemia COVID-19. Los 16 equipos se dividieron en cuatro torneos de clasificación de cuatro equipos (Norte y Sur). El ganador de cada torneo se clasificó para la final four.

## Torneo de clasificación

### Grupo A
| Pos. | Equipo                        | PJ | G | P | PF  | PC  | DP  | Pts | Clasificación |
| ---- | ----------------------------- | -- | - | - | --- | --- | --- | --- | ------------- |
| 1    | Alba Berlin                   | 3  | 2 | 1 | 193 | 185 | +8  | 4   | Semifinales   |
| 2    | Telekom Baskets Bonn (H)      | 3  | 2 | 1 | 263 | 245 | +18 | 4   |               |
| 3    | Basketball Löwen Braunschweig | 3  | 1 | 2 | 239 | 282 | −43 | 2   |               |
| 4    | Baskets Oldenburg             | 3  | 0 | 3 | 164 | 227 | −63 | 0   |               |

 Fuente: BBL
Criterios de clasificación: 1) Puntos; 2) Enfrentamiento directo; 3) Puntos de diferencia; 4) Puntos anotados.
Notas:
1. 1 2  Telekom Baskets Bonn 82–90 Alba Berlin

| 17 de octubre de 2020 | Telekom Baskets Bonn                                      | 90–76                                 | Baskets Oldenburg                                                         |                                                                                     |  |
| 18:00                 | Parciales: 21–17, 23–19, 22–17, 24–23                     | Parciales: 21–17, 23–19, 22–17, 24–23 | Parciales: 21–17, 23–19, 22–17, 24–23                                     |                                                                                     |  |
|                       | Estadísticas Leon Kratzer 21 Leon Kratzer 7 Josh Hagins 4 | Reporte Pts Reb Asts                  | Estadísticas Rašid Mahalbašić 20 Philipp Schwethelm 8 Sebastian Herrera 4 | Pabellón: Telekom Dome, Bonn Árbitros: Anne Panther, Moritz Reiter, Dominik Bejaoui |  |

| 24 de octubre de 2020 | Baskets Oldenburg                                        | 88–97                                 | Basketball Löwen Braunschweig                                   |                                                                                          |  |
| 15:00                 | Parciales: 32–23, 21–28, 13–22, 22–24                    | Parciales: 32–23, 21–28, 13–22, 22–24 | Parciales: 32–23, 21–28, 13–22, 22–24                           |                                                                                          |  |
|                       | Estadísticas Zach Smith 15 Zach Smith 5 Tayler Persons 7 | Reporte Pts Reb Asts                  | Estadísticas Michele Vitali 21 David Kravish 14 three players 5 | Pabellón: Telekom Dome, Bonn Árbitros: Christof Madinger, Moritz Krüper, Nikolas Brendel |  |

| 1 de noviembre de 2020 | Telekom Baskets Bonn                                         | 91–79                                 | Basketball Löwen Braunschweig                                              |                                                                                       |  |
| 18:00                  | Parciales: 29–21, 20–18, 25–23, 17–17                        | Parciales: 29–21, 20–18, 25–23, 17–17 | Parciales: 29–21, 20–18, 25–23, 17–17                                      |                                                                                       |  |
|                        | Estadísticas Deividas Gailius 25 Josh Hagins 9 Josh Hagins 6 | Reporte Pts Reb Asts                  | Estadísticas Bryon Allen 22 Bryon Allen, Gavin Schilling 6 Lukas Meisner 5 | Pabellón: Telekom Dome, Bonn Árbitros: Neša Kovačević, Moritz Krüper, Christian Theis |  |

| 10 de noviembre de 2020 | Telekom Baskets Bonn                                          | 82–90                                 | Alba Berlin                                                |                                                                                      |  |
| 19:00                   | Parciales: 27–21, 13–18, 18–24, 24–27                         | Parciales: 27–21, 13–18, 18–24, 24–27 | Parciales: 27–21, 13–18, 18–24, 24–27                      |                                                                                      |  |
|                         | Estadísticas Deividas Gailius 20 Leon Kratzer 9 Josh Hagins 6 | Reporte Pts Reb Asts                  | Estadísticas Lammers, Lô 16 Johannes Thiemann 8 Maodo Lô 6 | Pabellón: Telekom Dome, Bonn Árbitros: Martin Matip, Neša Kovačević, Dominik Bejaoui |  |

| 20 de enero de 2021 | Alba Berlin                                                     | 103–63                                | Basketball Löwen Braunschweig                                        |                                                                                      |  |
| 19:00               | Parciales: 21–18, 25–18, 30–13, 27–14                           | Parciales: 21–18, 25–18, 30–13, 27–14 | Parciales: 21–18, 25–18, 30–13, 27–14                                |                                                                                      |  |
|                     | Estadísticas Lô, Schneider 16 Olinde, Schneider 6 Peyton Siva 6 | Reporte Pts Reb Asts                  | Estadísticas Peterka, Schilling 13 Gavin Schilling 9 three players 4 | Pabellón: Telekom Dome, Bonn Árbitros: Robert Lottermoser, Tamer Arik, Nermin Hodžić |  |

| Cancelled | Alba Berlin | vs. | Baskets Oldenburg |                              |
|           |             |     |                   |                              |
|           |             |     |                   | Pabellón: Telekom Dome, Bonn |

El partido se canceló después de que se decidiera la clasificación antes del mismo. Como resultado, ambos equipos perdieron 0-40.

### Grupo B
| Pos. | Equipo              | PJ | G | P | PF  | PC  | DP  | Pts | Clasificación |
| ---- | ------------------- | -- | - | - | --- | --- | --- | --- | ------------- |
| 1    | BG Göttingen        | 3  | 3 | 0 | 301 | 270 | +31 | 6   | Semifinales   |
| 2    | Skyliners Frankfurt | 3  | 2 | 1 | 239 | 229 | +10 | 4   |               |
| 3    | Rasta Vechta (H)    | 3  | 1 | 2 | 266 | 273 | −7  | 2   |               |
| 4    | Gießen 46ers        | 3  | 0 | 3 | 274 | 308 | −34 | 0   |               |

 Fuente: BBL
Criterios de clasificación: 1) Puntos; 2) Enfrentamiento directo; 3) Puntos de diferencia; 4) Puntos anotados.
| 17 de octubre de 2020 | Rasta Vechta                                                       | 99–85                                 | Gießen 46ers                                                       |                                                                                       |  |
| 18:00                 | Parciales: 25–18, 31–23, 20–18, 23–26                              | Parciales: 25–18, 31–23, 20–18, 23–26 | Parciales: 25–18, 31–23, 20–18, 23–26                              |                                                                                       |  |
|                       | Estadísticas Herkenhoff, Salumu 20 Jordan Barnett 10 Stefan Peno 6 | Reporte Pts Reb Asts                  | Estadísticas Brandon Thomas 19 tres jugadores 3 O'Reilly, Rowsey 5 | Pabellón: Rasta Dome, Vechta Árbitros: Martin Matip, Dennis Sirowi, Zulfikar Oruzgani |  |

| 18 de octubre de 2020 | BG Göttingen                                                  | 79–64                                 | Skyliners Frankfurt                                                      |                                                                                        |  |
| 15:00                 | Parciales: 21–14, 23–17, 22–17, 13–16                         | Parciales: 21–14, 23–17, 22–17, 13–16 | Parciales: 21–14, 23–17, 22–17, 13–16                                    |                                                                                        |  |
|                       | Estadísticas Gutiérrez, Odiase 14 Tai Odiase 10 Luke Nelson 8 | Reporte Pts Reb Asts                  | Estadísticas Jón Axel Guðmundsson 20 Moore, Völler 7 Quantez Robertson 4 | Pabellón: Rasta Dome, Vechta Árbitros: Martin Matip, Neša Kovačević, Zulfikar Oruzgani |  |

| 24 de octubre de 2020 | Skyliners Frankfurt                                                       | 86–70                                 | Gießen 46ers                                                    |                                                                                            |  |
| 15:00                 | Parciales: 18–19, 28–18, 19–19, 21–14                                     | Parciales: 18–19, 28–18, 19–19, 21–14 | Parciales: 18–19, 28–18, 19–19, 21–14                           |                                                                                            |  |
|                       | Estadísticas Matt Mobley 29 Jón Axel Guðmundsson 8 Jón Axel Guðmundsson 8 | Reporte Pts Reb Asts                  | Estadísticas Brandon Bowman 17 Brandon Bowman 9 Liam O'Reilly 5 | Pabellón: Rasta Dome, Vechta Árbitros: Gentian Cici, Konstantin Simonow, Stefan Fingerling |  |

| 24 de octubre de 2020 | Rasta Vechta                                               | 87–99                                 | BG Göttingen                                                   |                                                                                         |  |
| 20:30                 | Parciales: 18–33, 20–29, 20–19, 29–18                      | Parciales: 18–33, 20–29, 20–19, 29–18 | Parciales: 18–33, 20–29, 20–19, 29–18                          |                                                                                         |  |
|                       | Estadísticas Will Vorhees 27 Will Vorhees 9 Peno, Salumu 3 | Reporte Pts Reb Asts                  | Estadísticas Mathis Mönninghoff 22 Tai Odiase 7 Luke Nelson 10 | Pabellón: Rasta Dome, Vechta Árbitros: Zulfikar Oruzgani, Dennis Sirowi, Patrick Müller |  |

| 25 de octubre de 2020 | Rasta Vechta                                            | 80–89                                 | Skyliners Frankfurt                                                         |                                                                                              |  |
| 15:00                 | Parciales: 15–23, 21–24, 16–17, 28–25                   | Parciales: 15–23, 21–24, 16–17, 28–25 | Parciales: 15–23, 21–24, 16–17, 28–25                                       |                                                                                              |  |
|                       | Estadísticas Stefan Peno 16 Stefan Peno 6 Jean Salumu 4 | Reporte Pts Reb Asts                  | Estadísticas Jón Axel Guðmundsson 22 Kamari Murphy 8 Jón Axel Guðmundsson 5 | Pabellón: Rasta Dome, Vechta Árbitros: Zulfikar Oruzgani, Konstantin Simonow, Patrick Müller |  |

| 25 de octubre de 2020 | Gießen 46ers                                                           | 119–123                                             | BG Göttingen                                                          |                                                                                       |  |
| 20:30                 | Parciales: 24–27, 25–26, 30–26, 29–29 (T.E.: 11–15)                    | Parciales: 24–27, 25–26, 30–26, 29–29 (T.E.: 11–15) | Parciales: 24–27, 25–26, 30–26, 29–29 (T.E.: 11–15)                   |                                                                                       |  |
|                       | Estadísticas Johannes Richter 25 Brandon Bowman 10 Bjarne Kraushaar 10 | Reporte Pts Reb Asts                                | Estadísticas Galen Robinson Jr. 21 Mathis Mönninghoff 7 Luke Nelson 8 | Pabellón: Rasta Dome, Vechta Árbitros: Gentian Cici, Dennis Sirowi, Stefan Fingerling |  |

### Grupo C
| Pos. | Equipo             | PJ | G | P | PF  | PC  | DP  | Pts | Clasificación |
| ---- | ------------------ | -- | - | - | --- | --- | --- | --- | ------------- |
| 1    | ratiopharm Ulm (H) | 3  | 2 | 1 | 237 | 221 | +16 | 4   | Semifinales   |
| 2    | Riesen Ludwigsburg | 3  | 2 | 1 | 249 | 231 | +18 | 4   |               |
| 3    | Brose Bamberg      | 3  | 2 | 1 | 235 | 232 | +3  | 4   |               |
| 4    | s.Oliver Würzburg  | 3  | 0 | 3 | 210 | 247 | −37 | 0   |               |

 Fuente: BBL
Criterios de clasificación: 1) Puntos; 2) Enfrentamiento directo; 3) Puntos de diferencia; 4) Puntos anotados.
Notas:
1. 1 2 3  Ulm 2 Pts, +11 PD; Ludwigsburg 2 Pts, +7 PD; Bamberg 2 Pts, −18 PD

| 17 de octubre de 2020 | ratiopharm Ulm                                                     | 65–74                                 | Brose Bamberg                                                 | |  |
| 15:00                 | Parciales: 17–15, 12–20, 20–20, 16–19                              | Parciales: 17–15, 12–20, 20–20, 16–19 | Parciales: 17–15, 12–20, 20–20, 16–19                         | |  |
|                       | Estadísticas Troy Caupain 14 Dylan Osetkowski 9 Patrick Heckmann 4 | Reporte Pts Reb Asts                  | Estadísticas Tyler Larson 16 Fieler, Kravish 7 Tyler Larson 6 | Pabellón: Stadthalle Weißenfels, Weißenfels Árbitros: Robert Lottermoser, Steve Bittner, Oliver Krause |  |

| 18 de octubre de 2020 | Riesen Ludwigsburg                                               | 78–67                                | s.Oliver Würzburg                                        | |  |
| 15:00                 | Parciales: 18–18, 23–19, 16–21, 21–9                             | Parciales: 18–18, 23–19, 16–21, 21–9 | Parciales: 18–18, 23–19, 16–21, 21–9                     | |  |
|                       | Estadísticas Brown Jr., Harris 18 Jaleen Smith 11 Jaleen Smith 7 | Reporte Pts Reb Asts                 | Estadísticas Tayler Persons 12 Mark Ogden 7 Tyson Ward 5 | Pabellón: Stadthalle Weißenfels, Weißenfels Árbitros: Carsten Straube, Oliver Krause, Steve Bittner |  |

| 24 de octubre de 2020 | s.Oliver Würzburg                                               | 68–89                                 | Brose Bamberg                                              |                                                                                         |  |
| 15:00                 | Parciales: 20–23, 18–22, 18–17, 12–27                           | Parciales: 20–23, 18–22, 18–17, 12–27 | Parciales: 20–23, 18–22, 18–17, 12–27                      |                                                                                         |  |
|                       | Estadísticas Nathan Boothe 19 Rašid Mahalbašić 7 Phil Pressey 4 | Reporte Pts Reb Asts                  | Estadísticas Bryon Allen 18 Bryon Allen 9 James Robinson 5 | Pabellón: Arena Ulm/Neu-Ulm, Ulm Árbitros: Moritz Reiter, Enrico Streit, Benedikt Loder |  |

| 24 de octubre de 2020 | ratiopharm Ulm                                                | 92–72                                 | Riesen Ludwigsburg                                         |                                                                                       |  |
| 20:30                 | Parciales: 24–18, 18–15, 26–26, 24–13                         | Parciales: 24–18, 18–15, 26–26, 24–13 | Parciales: 24–18, 18–15, 26–26, 24–13                      |                                                                                       |  |
|                       | Estadísticas Dylan Osetkowski 18 Aric Holman 9 Troy Caupain 6 | Reporte Pts Reb Asts                  | Estadísticas Jaleen Smith 17 Jaleen Smith 5 Hulls, Smith 4 | Pabellón: Arena Ulm/Neu-Ulm, Ulm Árbitros: Anne Panther, Armin Mutapčić, Andreas Bohn |  |

| 25 de octubre de 2020 | ratiopharm Ulm                                              | 80–75                                 | s.Oliver Würzburg                                          |                                                                                         |  |
| 15:00                 | Parciales: 22–15, 14–13, 15–24, 29–23                       | Parciales: 22–15, 14–13, 15–24, 29–23 | Parciales: 22–15, 14–13, 15–24, 29–23                      |                                                                                         |  |
|                       | Estadísticas John Petrucelli 19 Aric Holman 7 Aric Holman 4 | Reporte Pts Reb Asts                  | Estadísticas Micah Downs 17 Micah Downs 7 Tayler Persons 5 | Pabellón: Arena Ulm/Neu-Ulm, Ulm Árbitros: Moritz Reiter, Enrico Streit, Armin Mutapčić |  |

| 25 de octubre de 2020 | Brose Bamberg                                               | 72–99                                | Riesen Ludwigsburg                                                          |                                                                                          |  |
| 20:30                 | Parciales: 21–24, 8–19, 21–16, 22–40                        | Parciales: 21–24, 8–19, 21–16, 22–40 | Parciales: 21–24, 8–19, 21–16, 22–40                                        |                                                                                          |  |
|                       | Estadísticas Chase Fieler 21 David Kravish 8 Tyler Larson 8 | Reporte Pts Reb Asts                 | Estadísticas Barry Brown Jr. 30 Jonas Wohlfarth-Bottermann 6 Jaleen Smith 4 | Pabellón: Arena Ulm/Neu-Ulm, Ulm Árbitros: Anne Panther, Christof Madinger, Andreas Bohn |  |

### Grupo D
| Pos. | Equipo                 | PJ | G | P | PF  | PC  | DP  | Pts | Clasificación |
| ---- | ---------------------- | -- | - | - | --- | --- | --- | --- | ------------- |
| 1    | Bayern Munich          | 3  | 2 | 1 | 266 | 218 | +48 | 4   | Semifinales   |
| 2    | Mitteldeutscher BC (H) | 3  | 2 | 1 | 282 | 305 | −23 | 4   |               |
| 3    | Crailsheim Merlins     | 3  | 1 | 2 | 238 | 256 | −18 | 2   |               |
| 4    | Medi Bayreuth          | 3  | 1 | 2 | 286 | 293 | −7  | 2   |               |

 Fuente: BBL
Criterios de clasificación: 1) Puntos; 2) Enfrentamiento directo; 3) Puntos de diferencia; 4) Puntos anotados.
Notas:
1. 1 2  Mitteldeutscher BC 60–97 Bayern Munich
2. 1 2  Medi Bayreuth 77–81 Crailsheim Merlins

| 17 de octubre de 2020 | Mitteldeutscher BC                                           | 99–94                                 | Crailsheim Merlins                                                     | |  |
| 20:30                 | Parciales: 30–18, 22–26, 28–22, 19–28                        | Parciales: 30–18, 22–26, 28–22, 19–28 | Parciales: 30–18, 22–26, 28–22, 19–28                                  | |  |
|                       | Estadísticas Shavon Coleman 27 Kyndahl Hill 10 Roko Rogić 12 | Reporte Pts Reb Asts                  | Estadísticas Trae Bell-Haynes 27 Trae Bell-Haynes 6 Trae Bell-Haynes 8 | Pabellón: Stadthalle Weißenfels, Weißenfels Árbitros: Carsten Straube, Konstantin Simonow, Tamer Arik |  |

| 18 de octubre de 2020 | Bayern Munich                                                | 89–95                                 | Medi Bayreuth                                                   | |  |
| 20:30                 | Parciales: 22–20, 18–22, 26–20, 23–33                        | Parciales: 22–20, 18–22, 26–20, 23–33 | Parciales: 22–20, 18–22, 26–20, 23–33                           | |  |
|                       | Estadísticas Paul Zipser 18 three players 5 Žan Mark Šiško 6 | Reporte Pts Reb Asts                  | Estadísticas Frank Bartley 25 Ryan Woolridge 6 Ryan Woolridge 8 | Pabellón: Stadthalle Weißenfels, Weißenfels Árbitros: Robert Lottermoser, Konstantin Simonow, Tamer Arik |  |

| 25 de octubre de 2020 | Mitteldeutscher BC                                                 | 60–97                                 | Bayern Munich                                              | |  |
| 18:00                 | Parciales: 14–31, 14–18, 19–27, 13–21                              | Parciales: 14–31, 14–18, 19–27, 13–21 | Parciales: 14–31, 14–18, 19–27, 13–21                      | |  |
|                       | Estadísticas Michał Michalak 17 Sergio Kerusch 7 Michał Michalak 7 | Reporte Pts Reb Asts                  | Estadísticas T. J. Bray 19 Matej Rudan 8 Žan Mark Šiško 10 | Pabellón: Stadthalle Weißenfels, Weißenfels Árbitros: Robert Lottermoser, Steve Bittner, Nermin Hodžić |  |

| 26 de octubre de 2020 | Crailsheim Merlins                                                   | 63–80                                 | Bayern Munich                                                   | |  |
| 20:30                 | Parciales: 16–21, 12–23, 20–17, 15–19                                | Parciales: 16–21, 12–23, 20–17, 15–19 | Parciales: 16–21, 12–23, 20–17, 15–19                           | |  |
|                       | Estadísticas Trae Bell-Haynes 16 Jamuni McNeace 9 Trae Bell-Haynes 8 | Reporte Pts Reb Asts                  | Estadísticas Paul Zipser 16 Nick Weiler-Babb 9 tres jugadores 4 | Pabellón: Stadthalle Weißenfels, Weißenfels Árbitros: Carsten Straube, Steve Bittner, Oliver Krause |  |

| 11 de noviembre de 2020 | Mitteldeutscher BC                                                  | 123–114                               | Medi Bayreuth                                                 | |  |
| 19:00                   | Parciales: 39–21, 27–27, 32–30, 25–36                               | Parciales: 39–21, 27–27, 32–30, 25–36 | Parciales: 39–21, 27–27, 32–30, 25–36                         | |  |
|                         | Estadísticas Michal Michalak 32 Brembly, Hooker 5 Quinton Hooker 12 | Reporte Pts Reb Asts                  | Estadísticas Frank Bartley 25 Pardon, Tiby 6 Bastian Doreth 6 | Pabellón: Stadthalle Weißenfels, Weißenfels Árbitros: Konstantin Simonow, Tamer Arik, Nermin Hodžić |  |

| 12 de noviembre de 2020 | Medi Bayreuth                                                            | 77–81                                 | Crailsheim Merlins                                                          |                                                                                                |  |
| 19:00                   | Parciales: 12–19, 23–21, 23–16, 19–25                                    | Parciales: 12–19, 23–21, 23–16, 19–25 | Parciales: 12–19, 23–21, 23–16, 19–25                                       |                                                                                                |  |
|                         | Estadísticas Ryan Woolridge 19 cuatro jugadores 5 Osvaldas Olisevičius 5 | Reporte Pts Reb Asts                  | Estadísticas Highsmith, Radosavljević 14 Jeremy Jones 7 Trae Bell-Haynes 10 | Pabellón: Stadthalle Weißenfels, Weißenfels Árbitros: Steve Bittner, Nermin Hodžić, Tamer Arik |  |

## Final four
La final four fue pospuesta el 21 de octubre dwe 2020. Se seññalizó para el 17 y 18 de abril de 2021, pero fue pospuesta de nuevo. The games took place on 15 and 16 May 2021.
|  | Semifinales        | Semifinales |               |    | Final | Final |
|  |                    |             |               |    |       |       |
|  |                    |             |               |    |       |       |
|  |                    |             |               |    |       |       |
|  | ratiopharm Ulm     | 102         |               |    |       |       |
|  | ratiopharm Ulm     | 102         |               |    |       |       |
|  | Bayern Munich (OT) | 104         |               |    |       |       |
|  | Bayern Munich (OT) | 104         | Bayern Munich | 85 |       |       |
|  |                    |             | Bayern Munich | 85 |       |       |
|  |                    | Alba Berlin | 79            |    |       |       |
|  | BG Göttingen       | Alba Berlin | 79            | 96 |       |       |
|  | BG Göttingen       |             |               | 96 |       |       |
|  | Alba Berlin        | 112         |               |    |       |       |
|  | Alba Berlin        | 112         |               |    |       |       |

### Semifinales
| 15 de mayo de 2021 | ratiopharm Ulm                                              | 102–104                                                  | Bayern Munich                                                      | |  |
| 16:00              | Parciales: 18–26, 18–23, 32–20, 16–15 (T.E.: 7–7, 11–13)    | Parciales: 18–26, 18–23, 32–20, 16–15 (T.E.: 7–7, 11–13) | Parciales: 18–26, 18–23, 32–20, 16–15 (T.E.: 7–7, 11–13)           | |  |
|                    | Estadísticas Troy Caupain 24 Troy Caupain 11 Troy Caupain 5 | Reporte Pts Reb Asts                                     | Estadísticas Vladimir Lučić 24 JaJuan Johnson 13 Wade Baldwin IV 9 | Pabellón: Audi Dome, Munich Asistencia: 0 espectadores Árbitros: Robert Lottermoser, Clemens Fritz, Christof Madinger |  |

| 15 de mayo de 2021 | BG Göttingen                                              | 96–112                                                                                                  | Alba Berlin                                                          | |  |
| 19:30              | Parciales: 14–24, 35–31, 19–28, 28–29                     | Parciales: 14–24, 35–31, 19–28, 28–29                                                                   | Parciales: 14–24, 35–31, 19–28, 28–29                                | |  |
|                    | Estadísticas Rihards Lomažs 23 Tai Odiase 5 Luke Nelson 8 | [https://www.easycredit-bbl.de/de/n/spielberichte/2020-2021/nachbericht/2021-05-15-got-ber Pts Reb Asts | Estadísticas Johannes Thiemann 24 Sikma, Thiemann 6 Jayson Granger 7 | Pabellón: Audi Dome, Munich Asistencia: 0 espectadores Árbitros: Anne Panther, Martin Matip, Steve Bittner |  |

### Final
| 16 de mayo de 2021 | Bayern Munich                                                | 85–79                | Alba Berlin                                                      | |  |
|                    | Parciales: 17–29, 24–10, 24–19, 20–21                        |                      |                                                                  | |  |
|                    | Estadísticas Paul Zipser 18 Žan Mark Šiško 6 Seeley, Šiško 4 | Reporte Pts Reb Asts | Estadísticas Jayson Granger 17 Olinde, Thiemann 6 four players 3 | Pabellón: Audi Dome, Munich Asistencia: 0 espectadores Árbitros: Anne Panther, Martin Matip, Steve Bittner |  |